# Koruflagge

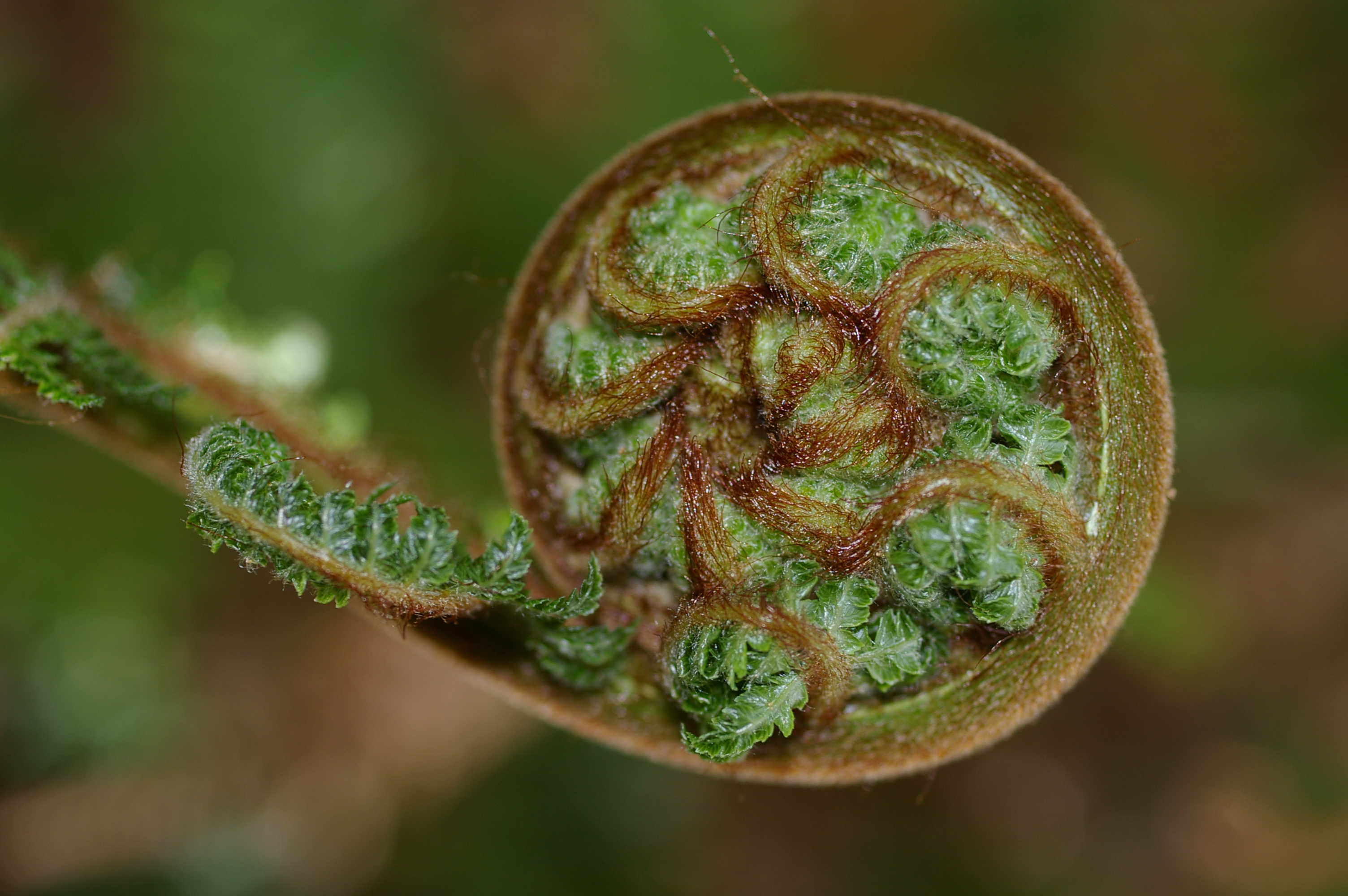
Sich entrollender Farnwedel

Die Koruflagge ist einer von mehreren Vorschlägen in der Debatte um eine neue Flagge für Neuseeland.

## Entstehung
Der Wahlneuseeländer Friedensreich Hundertwasser entwarf 1983 die Koruflagge als Alternative zur aktuellen Flagge Neuseelands, da diese für manche Neuseeländer nur eine Erinnerung an die britische Kolonialherrschaft darstellt.

## Beschreibung
Die Flagge hat das Verhältnis 1:2. Hauptmotiv der Koruflagge bildet der Koru (auch Kowhaiwhai), ein stilisiert dargestellter, sich entrollender Farnwedel. Er nimmt seinen Ausgang von einem schwarz dargestellten Fahnenmast am linken Rand der Flagge. Schwarz ist eine traditionelle Farbe der Māori. Am Ausgangspunkt des Farnwedels nimmt dieser die gesamte Breite des Fahnenmastes ein, während er zur Spitze hin immer schmaler wird und sich einrollt. Die dadurch im Hintergrund entstehende weiße Spirale repräsentiert Aotearoa, den Maorinamen für Neuseeland, welcher übersetzt „Land der langen weißen Wolke“ bedeutet.

## Bedeutung
Der sich entrollende Farn sowie die stilisierte Wolke basieren auf Maorimustern und repräsentieren somit die Kultur der Ureinwohner. Friedensreich Hundertwasser sah im Design außerdem die Menschheit in Harmonie mit der Natur dargestellt.